# 上田信雅
上田 信雅（うえだ のぶまさ、1941年〈昭和16年〉11月28日 - 2019年〈令和元年〉9月26日）は、日本の政治家、元富山県議会議員（自由民主党）、元富山県砺波市長（1期）。位階は従四位。旭日中綬章。

## 来歴
富山県出身。富山県立福野高等学校（現富山県立南砺福野高等学校）卒。砺波市議会議員を4期務め、議長を務める。1987年富山県議会議員に当選、連続6期務める。2004年に議長に就任、全国都道府県議会議長会会長も務めた。2008年の砺波市長選挙に無所属で立候補し当選。砺波市長を1期務め、2012年に引退した。このほか砺波工業常務、同社長を務めた。2013年秋の叙勲で旭日中綬章を受章。2019年死去。死没日付をもって従四位に叙された